# The Voice Portugal
The Voice Portugal es un programa de talentos portugués que se estrenó el 29 de octubre de 2011 en RTP1. El programa se basa en el formato original holandés The Voice, creado por el productor de televisión John de Mol, cuyo concepto es encontrar al mejor competidor (cantantes solistas, duetos o tríos, de 15 años o más) entre cantantes aficionados o seleccionado en audiciones con inscripción abierta.
Los mentores decidirán en todo el programa quién debe abandonar el programa, pero la decisión final depende del público por votación telefónica. El premio final es un contrato discográfico con Universal Music Group. En la quinta edición, además del contrato de un álbum, el premio también fue un automóvil. Los ganadores de las seis ediciones fueron: Denis Filipe, Rui Drumond, Deolinda Kinzimba, Fernando Daniel, Tomas Adrião y Marvi.
El programa incluye un panel de mentores que forma un equipo de competidores y los asesora a lo largo de la edición. De esta manera, también compiten entre sí y también hay un mentor ganador. Los miembros del panel de mentores incluyen a Mia Rose, Os Anjos, Paulo Gonzo, Rui Reininho, Mickael Career, Marisa Liz, Anselmo Ralph y Aurea.
The Voice Portugal se estrenó el 29 de octubre de 2011 y finalizó el 25 de febrero del año siguiente. Después de un intervalo de dos años, el formato regresó a la televisión por tres ediciones más (2014, 2015 y 2016). En 2017, se confirmaron dos ediciones anuales más, para 2017 y 2018. Y posteriormente está confirmada para emitirse otoño 2019 - invierno 2020 la edición número 6.

## Formato
El programa comienza con "Ensayos a ciegas" donde los mentores seleccionan competidores (14 en las ediciones 1, 3, 4 y 5, 16 en la edición 2) para formar parte del equipo que guiará durante toda la edición. Las sillas de los mentores están dirigidas al público durante el desempeño del competidor; Los mentores que desean el competidor para su equipo deben presionar el botón y girar la silla hacia el escenario. Al final de la actuación, el competidor debe elegir el equipo de uno de los mentores que giraron la silla (o, si solo uno ha girado, está en su equipo).
En la segunda fase, "The Battles", cada mentor divide a su equipo en parejas y les asigna una canción, que deben tocar juntos, eligiendo solo una para avanzar a la siguiente fase. En todas las ediciones hay ayudantes de mentores (cantantes o compositores conocidos) que están presentes en los ensayos. En la primera edición, los ayudantes estuvieron presentes en el ring de batalla para ayudar a tomar la decisión final; Sin embargo, a partir de la segunda edición, los asistentes solo están presentes en los ensayos. Aún en la primera edición, al final de cada batalla, cada mentor eligió a dos concursantes que perdieron su batalla para ser sometidos a votación pública; el más votado de los dos procede a la siguiente fase. En la segunda edición, se agregó una nueva característica: cada mentor tiene la capacidad de salvar a los competidores que otros mentores excluyen de su equipo después de la batalla. En las ediciones segunda y cuarta, cada mentor podría salvar a dos competidores; en la 3ra edición, solo una. En la 5ª edición también se agregó la Habitación de Todo o Nada. Esta sala tiene solo un lugar para cada mentor; A lo largo de la fase de batalla, un mentor puede salvar a un competidor y luego reemplazarlo por otro. Solo al final de todas las batallas se sabe que los competidores que aún están en la sala son los que pasan a la siguiente fase.
Los "Thymes" se introdujeron en la 3ª edición. Los equipos se dividen en grupos de cuatro competidores que actúan individualmente; de cada grupo solo dos se cuentan para la siguiente fase, la decisión la toma el mentor del equipo. En la segunda edición, debido al número de competidores en cada equipo, cada mentor eligió a dos competidores para avanzar directamente a la siguiente fase, sin tener que actuar sobre los infractores. Lo mismo ocurrió en la cuarta edición, donde cada mentor eligió a un competidor para el pasaje directo. Aún en la cuarta edición había otra novedad: todos los competidores que perdieron a los ladrones estaban sujetos al voto público; Los más votados de cada equipo pasaron a la siguiente fase.
En "Live Galas", los competidores realizan galas semanales, donde cada semana los competidores son eliminados y pueden ser salvados por el público o su mentor. En la fase del Top 8, donde quedan dos competidores en cada equipo, el mentor tiene 50 puntos para ser otorgados a los dos competidores. El voto público corresponde a los 50 puntos restantes. Quien obtenga un puntaje de suma más alto entre los puntos avanza a la final. Tenga en cuenta que en caso de empate, la decisión predominante es la de votar por el público. En la gala final participa un competidor de cada equipo (Top 4).

## Presentadores
La primera edición contó con Catarina Furtado como presentadora. Desde la segunda edición, Vasco Palmeirim ha estado siguiendo a Catarina hasta la edición actual. El Reportero V en la primera edición fue Diogo Beja. En la segunda, Laura Figueiredo, Mariana Monteiro y Pedro Fernandes tomaron el puesto de Reporteros V. En la tercera hasta la quinta, Jani Gabriel fue la Reportera V. En la sexta y séptima, se encuentra Mafalda Castro con ese cargo. Comezando por la octava edición, Conguito sustituye Mafalda y tiene el nuevo cargo como Presentador Digital.
| Presentador/a    | Ediciones | Ediciones | Ediciones | Ediciones | Ediciones | Ediciones | Ediciones | Ediciones |
| Presentador/a    | 1         | 2         | 3         | 4         | 5         | 6         | 7         | 8         |
| ---------------- | --------- | --------- | --------- | --------- | --------- | --------- | --------- | --------- |
| Catarina Furtado | Sí        | Sí        | Sí        | Sí        | Sí        | Sí        | Sí        | Sí        |
| Vasco Palmeirim  |           | Sí        | Sí        | Sí        | Sí        | Sí        | Sí        | Sí        |
| Bastidores       | Ediciones | Ediciones | Ediciones | Ediciones | Ediciones | Ediciones | Ediciones | Ediciones |
| Bastidores       | 1         | 2         | 3         | 4         | 5         | 6         | 7         | 8         |
| Diogo Beja       | Sí        |           |           |           |           |           |           |           |
| Laura Figueiredo |           | Sí        |           |           |           |           |           |           |
| Mariana Monteiro |           | Sí        |           |           |           |           |           |           |
| Pedro Fernandes  |           | Sí        |           |           |           |           |           |           |
| Jani Gabriel     |           |           | Sí        | Sí        | Sí        |           |           |           |
| Mafalda Castro   |           |           |           |           |           | Sí        | Sí        |           |
| Conguito         |           |           |           |           |           |           |           | Sí        |

## Jurados
La primera edición contó con el dúo de los hermanos Sérgio y Nelson, Os Anjos, la cantante pop Mia Rose, el cantante Paulo Gonzo y el cantante principal de la banda de rock GNR, Rui Reininho como los jurados. En la segunda edición, el programa recibió nuevos mentores: el cantante pop Mickael Carreira, la cantante principal de Amor Electro, Marisa Liz y el cantante angoleño Anselmo Ralph. Solo Reininho pasó de la primera edición a la segunda. En la tercera edición, el programa recibió una nueva jurado: la cantante pop Aurea, que vino a tomar el lugar de Rui Reininho, mientras que Mickael, Marisa y Anselmo se quedaron. Desde la tercera edición hasta la sesta, no hubo cambios en el panel de jurados. En la séptima edición, nuevos mentores vieran sustituir Anselmo Ralph y Mickael Carreira, siendo ellos António Zambujo y Diogo Piçarra, que permanecen hasta la octava.
| Jurado | Jurado           | Ediciones | Ediciones | Ediciones | Ediciones | Ediciones | Ediciones | Ediciones | Ediciones |
| Jurado | Jurado           | 1         | 2         | 3         | 4         | 5         | 6         | 7         | 8         |
| ------ | ---------------- | --------- | --------- | --------- | --------- | --------- | --------- | --------- | --------- |
|        | Rui Reininho     |           |           |           |           |           |           |           |           |
|        | Anjos            |           |           |           |           |           |           |           |           |
|        | Mia Rose         |           |           |           |           |           |           |           |           |
|        | Paulo Gonzo      |           |           |           |           |           |           |           |           |
|        | Anselmo Ralph    |           |           |           |           |           |           |           |           |
|        | Mickael Carreira |           |           |           |           |           |           |           |           |
|        | Marisa Liz       |           |           |           |           |           |           |           |           |
|        | Aurea            |           |           |           |           |           |           |           |           |
|        | Diogo Piçarra    |           |           |           |           |           |           |           |           |
|        | António Zambujo  |           |           |           |           |           |           |           |           |

## Asesores
| Edición | Mickael Carreira   | Marisa Liz         | Aurea                        | Anselmo Ralph      | Etapa del programa |
| ------- | ------------------ | ------------------ | ---------------------------- | ------------------ | ------------------ |
| 3       | Tony Carreira      | Tiago Pais Dias    | Rui Ribeiro                  | Agir               | Batallas           |
| 3       | Simone de Oliveira | Simone de Oliveira | Simone de Oliveira           | Simone de Oliveira | "Tira-Teimas"      |
| 4       | Diogo Piçarra      | Tiago Pais Dias    | As Patrícias Richie Campbell | Bonga              | Batallas           |
| 5       | David Carreira     | Tiago Pais Dias    | Carolina Deslandes           | Anna Joyce         | Batallas           |
| 5       | Mariza             | Mariza             | Mariza                       | Mariza             | "Tira-Teimas"      |
| 6       | Fernando Daniel    | Tiago Pais Dias    | Raquel Tavares               | Bárbara Bandeira   | Batallas           |
| 6       | Sea3p0             | Rui Reininho       | Nelson Évora                 | José Avillez       | "Tira-Teimas"      |

## Resumen
| - Equipo Rui - Equipo Mia - Equipo Anjos - Equipo Paulo | - Equipo Mickael - Equipo Marisa - Equipo Anselmo | - Equipo Aurea - Equipo Diogo - Equipo Zambujo |

| Edición | Estreno       | Final         | Ganador/a         | Segundo lugar    | Tercero lugar      | Cuarto lugar      | Quinto lugar           | Coach ganador/a  | Presentación                      | Coaches | Coaches | Coaches         | Coaches |
| Edición | Estreno       | Final         | Ganador/a         | Segundo lugar    | Tercero lugar      | Cuarto lugar      | Quinto lugar           | Coach ganador/a  | Presentación                      | 1       | 2       | 3               | 4       |
| ------- | ------------- | ------------- | ----------------- | ---------------- | ------------------ | ----------------- | ---------------------- | ---------------- | --------------------------------- | ------- | ------- | --------------- | ------- |
| 1       | 29 oct. 2011  | 25 feb. 2012  | Denis Filipe      | Ricardo Oliveira | Daniel Moreira     | Bianca Adrião     | Sin quinto/a finalista | Rui Reininho     | Catarina Furtado                  | Rui     | Mia     | Sérgio & Nelson | Paulo   |
| 2       | 30 mar. 2014  | 27 julio 2014 | Rui Drumond       | Luís Sequeira    | Alexandre Casimiro | Nuno Ribeiro      | Sin quinto/a finalista | Anselmo Ralph    | Catarina Furtado, Vasco Palmeirim | Mickael | Marisa  | Anselmo         | Rui     |
| 3       | 11 oct. 2015  | 10 ene. 2016  | Deolinda Kinzimba | Pedro Gonçalves  | Sérgio Martins     | Patrícia Teixeira | Sin quinto/a finalista | Mickael Carreira | Catarina Furtado, Vasco Palmeirim | Mickael | Marisa  | Aurea           | Anselmo |
| 4       | 4 sept. 2016  | 25 dic. 2016  | Fernando Daniel   | Francisco Murta  | Miguel Carmona     | Marta Carvalho    | Sin quinto/a finalista | Mickael Carreira | Catarina Furtado, Vasco Palmeirim | Marisa  | Mickael | Aurea           | Anselmo |
| 5       | 10 sept. 2017 | 23 dic. 2017  | Tomás Adrião      | Ana Paula Rada   | Kátia Moreira      | Inês Simões       | Sin quinto/a finalista | Marisa Liz       | Catarina Furtado, Vasco Palmeirim | Mickael | Marisa  | Aurea           | Anselmo |
| 6       | 23 sept. 2018 | 30 dic. 2018  | Marvi             | Diana Castro     | Soraia Cardoso     | Vânia Dilac       | Gonçalo Lopes          | Marisa Liz       | Catarina Furtado, Vasco Palmeirim | Mickael | Aurea   | Marisa          | Anselmo |
| 7       | 13 oct. 2019  | 12 ene. 2020  | Rita Sanches      | Gabriel de Rose  | Joana Alegre       | Carolina Pinto    | Sebastião Oliveira     | António Zambujo  | Catarina Furtado, Vasco Palmeirim | Diogo   | Marisa  | Zambujo         | Aurea   |
| 8       | 27 sept. 2020 | 2021          |                   |                  |                    |                   |                        |                  | Catarina Furtado, Vasco Palmeirim | Aurea   | Diogo   | Marisa          | Zambujo |

## Mentores y sus finalistas
Mentor vencedor
     Mentor em 2.º lugar
     Mentor em 3.º lugar
     Mentor em 4.º lugar
Los concursantes en  cursiva  llegaron a la final y los ganadores en  'negrita' . Considerando la colocación final de mentores:
| Edição | Mentores e concorrentes                                                                                           | Mentores e concorrentes | Mentores e concorrentes                                                                                                 | Mentores e concorrentes                                                                                       |
| ------ | --- | --- | --- | --- |
| 1      | Rui Reininho | Mia Rose | Anjos | Paulo Gonzo                                                                                                   |
| 1      | Denis Filipe Pedro Poseiro João Pedro Rosas Marisa Almeida Celeste Cortez João Castro Joana Alves Ana M. Teixeira | Daniel Moreira Salvador Seixas Deborah Gonçalves Teresa Santos Inês Martins Ana Carolina Veiga Luís de Almeida Rui Sirgado | Ricardo Oliveira Carla Ribeiro Joana Garcia Vasco Duarte Sara Henriques Luísa & Inês Silva Bruno Francisco Joana Barata | Bianca Adrião Joana Jorge Sílvio Switha Sandrine Orsini Sílvia Silva Salomé Caldeira Rui Pereira Pedro Coelho |
| 2      | Mickael Carreira                                                                                                  | Marisa Liz | Anselmo Ralph | Rui Reininho                                                                                                  |
| 2      | Nuno Ribeiro Jéssica Cipriano Mariana Bandhold Carlos Costa Bernardo Nunes Diogo Correia                          | Luís Sequeira Bianca Barros Nuno Pinto Bruno Vieira Ricardo Morais Renata Gonçalves                                        | Rui Drumond Leonor Andrade Rita Seidi Pedro Garcia João Parreira Mariana Azevedo                                        | Alexandre Casimiro Tiago Garrinhas Constança Gonçalves Sara Ribeiro Ricardo Costa Pablo Oliveira              |
| 3      | Mickael Carreira                                                                                                  | Marisa Liz | Aurea | Anselmo Ralph                                                                                                 |
| 3      | Deolinda Kinzimba Guilherme Azevedo Milene Sofia Sofia Silva                                                      | Sérgio Sousa Alfredo Costa Pedro Maceiras Ricardo Mestre                                                                   | Patrícia Teixeira Soraia Tavares Inês Côrte-Real Nayr Faquirá                                                           | Pedro Gonçalves Joana Melo Albina Bushmalyova Filipa Azevedo                                                  |
| 4      | Marisa Liz | Mickael Carreira | Aurea | Anselmo Ralph                                                                                                 |
| 4      | Miguel Carmona Andrea Verdugo Daniel Galvão Maria Bradshaw Marisa Almeida Bruno Pina                              | Fernando Daniel Sérgio Alves Fausto Vasconcelos Marcos Bessa Vera Lima Juliana Linharelhos                                 | Francisco Murta Jéssica Ângelo David Gomes Edna Catarina Castanhas Bertílio Santos                                      | Marta Carvalho Márcio Vicente Cristina Afonso Joana Lopes Alexandra Moita Laura Vargas                        |
| 5      | Mickael Carreira                                                                                                  | Marisa Liz | Aurea | Anselmo Ralph                                                                                                 |
| 5      | Inês Simões Fábio Mouzinho Simão Quintans Salomé Caldeira                                                         | Tomás Adrião Tiago Nacarato Ricardo Barroso Ricardo Neiva                                                                  | Ana Paula Cláudia Pascoal Joaquim Cabral Diana Lucas                                                                    | Kátia Moreira Marta Pinto Telma Domingues Vanessa Coelho                                                      |
| 6      | Mickael Carreira                                                                                                  | Aurea | Marisa Liz | Anselmo Ralph                                                                                                 |
| 6      | Gonçalo Lopes Gabriel Gomes Elsa Frias Hugo Baptista                                                              | Soraia Cardoso João Palma Márcia Trabulo Leo                                                                               | Marvi Diana Castro Isaías Manhiça Gonçalo Santos                                                                        | Vânia Dilac Joana Couto Zé Maia Rodrigues Nuel                                                                |
| 7      | | | | |
|        | | | | |

## Nominaciones y premios
Los Trofeos de TV de 7 días fueron creados en 2010.
| Troféu TV 7 Dias | Troféu TV 7 Dias                      | Troféu TV 7 Dias     | Troféu TV 7 Dias | Troféu TV 7 Dias |
| Año              | Categoría                             | Candidato            | Resultado        |                  |
| ---------------- | ------------------------------------- | -------------------- | ---------------- | ---------------- |
| 2014             | El Mejor programa de entretenimiento  | The Voice Portugal 2 | Ganador          |                  |
| 2015             | Melhor Programa de Entretenimento     | The Voice Portugal 3 | Ganador          |                  |
| 2015             | Mejor presentador de entretenimiento  | Catarina Furtado     | Nominada         |                  |
| 2016             | Mejor programa de entretenimiento     | The Voice Portugal 4 | Ganador          |                  |
| 2016             | Mejor presentadora de entretenimiento | Catarina Furtado     | Nominada         |                  |
| 2016             | Mejor presentador de entretenimiento  | Vasco Palmeirim      | Nominado         |                  |

## Audiencias
| Edição | Horário          | Ep. | Transmissão            | Transmissão             | Audiência           | Audiência           | Média                   |
| Edição | Horário          | Ep. | Estreia                | Final                   | Estreia             | Final               | Média                   |
| ------ | ---------------- | --- | ---------------------- | ----------------------- | ------------------- | ------------------- | ----------------------- |
| 1      | Sábado às 22h00  | 18  | 29 de outubro de 2011  | 25 de fevereiro de 2012 | 7,8% (23,7% share)  | 7,0% (22,1% share)  | 632 000 (19,8% share)   |
| 2      | Domingo às 21h00 | 14  | 30 de março de 2014    | 27 de julho de 2014     | 11,8% (21,8% share) | 8,5% (20,5% share)  | 980 214 (19,3% share)   |
| 3      | Domingo às 21h00 | 14  | 11 de outubro de 2015  | 10 de janeiro de 2016   | 12,1% (24,6% share) | 13,0% (27,2% share) | 1 104 857 (24,1% share) |
| 4      | Domingo às 21h00 | 17  | 4 de setembro de 2016  | 25 de dezembro de 2016  | 9,6% (21,7% share)  | 8,8% (22,6% share)  | 1 094 264 (24,9% share) |
| 5      | Domingo às 21h00 | 15  | 10 de setembro de 2017 | 23 de dezembro de 2017  | 11,1% (24,0% share) | 7,3% (18,8% share)  | --                      |
| 6      | Domingo às 21h00 | 15  | 23 de setembro de 2018 | 30 de dezembro de 2018  | 8,4% (18,5% share)  |                     | --                      |